# Ecodefense: A Field Guide To Monkeywrenching
Ecodefense: A Field Guide To Monkeywrenching je kniha Davida Foremana a Billa Haywooda s předmluvou Edwarda Abbeyho vydaná poprvé v roce 1985 v nakladatelství Earth First! Books.
Kniha je manuálem ke správnému provádění tzv. monkeywrenchingu, tj. provádění sabotážních akcí ve jménu ochrany přírody a životního prostředí. Detailně je v ní popisován například správný postup vrážení železných hřebů do kmenů stromů, aby se zkomplikovala jejich těžba. Mezi další popsané monkeywrenchingové techniky patří například sabotáže elektrického vedení, prorážení pneumatik automobilů, ničení billboardů, poškozování těžkých těžebních a stavebních strojů či vrtulníků a letadel. Ecodefense neobsahuje ovšem jen návody k provádění sabotáží, ale obsáhle se věnuje i bezpečnosti sabotérů, správnému používání kamufláže, způsobům překonávání bezpečnostních opatření a správnému vybavení, které by měli sabotéři při akcích používat.
Ecodefense je inspirována románem Edwarda Abbeyho The Monkey Wrench Gang, jehož hrdinové bojovali proti ničení životního prostředí různými sabotážními akcemi, pro které se následně vžilo označení monkeywrenching. Ecodefense se inspiruje také knihou Ecotage! z roku 1972, která se rovněž zabývá sabotážemi za účelem ochrany přírody.